# Luteolinidyna
Luteolinidyna – organiczny związek chemiczny z grupy 3-dezoksyantocyjanidyn będących żółtymi barwnikami. W naturze związek występuje między innymi w sorgu dwubarwnym.